# Dimitri Vangelis & Wyman
Dimitri Vangelis & Wyman es un dúo sueco de disc-jockeys y productores de música house, formado por Dimitrios Vangelis y Andreas Christoffer Wiman. El dúo se formó en 2010 en la ciudad de Estocolmo, donde residen actualmente. Además, cuentan con su propio sello discográfico: Buce Records.
En 2020, hicieron su primer ingreso en la lista Top 100 DJs de la revista DJ Mag, ubicándose en el puesto #96. Algunas de sus canciones más reconocidas son «Changes» con Mike Perry, «The King» con Dzeko, «ID2» y «Legacy»; pero la canción «Payback» junto a Steve Angello, es la más recordada de todas hasta la fecha.

## Trayectoria musical

### 2010−2013: Inicios
Eran jóvenes en 2010 cuando comenzaron y dieron sus primeros pasos como disc-jockeys en Estocolmo (Suecia). Un año más tarde, en 2011, sacaron su primer sencillo como novatos, titulado «Ignited», lo cual dio comienzo a su cada carrera como productores.
En 2012, sacaron otros temas como «Roll The Dice», y «Russia» que se escuchó oficialmente en Tomorrowland. En 2013, sacaron un remix importante de la canción «People Of The Night» de Tiësto, AN21, Max Vangeli y Lover Lover. Luego sacaron unos temas de mayor calidad como «Pieces Of Light» y «Silver The Sun».

### 2014: Primeros éxitos y colaboración con Steve Angello
En 2014, el dúo sueco firmó con el sello discográfico Size Records, propiedad del DJ griego-sueco Steve Angello, con sus primeros sencillos como «ID2» y «Rebel» con AN21. 
Al final de ese año, sacaron su sencillo más importante llamado «Payback» junto a Steve Angello, miembro del trío legendario Swedish House Mafia, que fue lo más escuchado alrededor de algunos lugares en Ultra Music Festival. También lanzaron otro gran remix de la canción «Another Love» del cantante británico Tom Odell.

### 2015−2017: Fundación de Buce Records
En 2015, sacaron otros sencillos como «Survivor», «Zonk», y «Live Love Die» junto a la vocalista Sirena. Ese mismo año presentaron su propio sello discográfico, Buce Records, siendo «Running» en colaboración con Tom Cane, el primer título bajo el nuevo sello.
En 2016, sacaron otro sencillo del sello llamado «Empire», junto al productor inglés Tom Staar, «Reflections» al estilo future bass, y «Horns», al estilo Timmy Trumpet. A finales de ese año también publicaron un sencillo llamado «Daylight», en el cual colaboraron con el DJ belga Yves V, bajo uno de los sellos más importantes de la música electrónica, Spinnin' Records. También incluye un vocal mix llamado «Daylight (With You)», y más tarde sacaron el videoclip oficial de dicha canción en el canal de YouTube de Spinnin'.
Tras curso del 2017, lazaron su sencillo «Grizzly» en el cual se juntaron esta vez con el trío británico Futuristic Polar Bears, alcanzando las cinco millones de reproducciones en Spotify y unos cuantos millones en Beatport. Desde mayo del 2017, sacaron otro sencillo, «Legacy», que fue su sencillo más reproducido en Spotify en 2018 con llegando a más de diez millones de reproducciones. En julio de ese mismo año también anunciaron el lanzamiento del nuevo sencillo «Shine».

### 2018−2020: Reconocimiento de Armin van Buuren y entrada en DJ Magazine
En 2018, sacaron un sencillo llamado «Vamos», con Brian Cross y Abel The Kid, y sacaron otros nuevos temas como «Phantom» y «Born At Night», luego siguieron creando sonidos de igual manera. Ese año el productor neerlandés Martin Garrix, remezcló la canción «Phantom», la cual se volvió popular en Ultra Music Festival. Tras el mes de noviembre, sacaron el sencillo «Acid Drop», colaborando por segunda vez con Futuristic Polar Bears. Este tema fue escuchado en la radioemisora de Armin van Buuren, lo cual «Acid Drop» fue elegido por ser su sencillo para A State Of Trance.
En marzo de 2019, lanzaron «Pyramids» con Paul Green, y «Penny», otra de las canciones más exitosas del dúo sueco. «Penny» fue escuchado en Ultra Music Festival, y reconocida por 1001Tracklists. En abril del mismo año, lanzaron «Changes» junto al DJ sueco Mike Perry, que se escuchó en las primeras listas a nivel mundial, y es la segunda canción del dúo más reproducida después de «Payback». En junio, lanzaron «The King» con Dzeko, miembro del dúo Dzeko & Torres.
En 2020 hicieron cuatro nuevos lanzamientos: «ID8» con Sem Vox en marzo; «Pacifier» en abril; «Coming Home» en mayo colaborando una vez más con Mike Perry, y siendo una de las canciones más reproducidas hasta la fecha, superando las 35 millones de reproducciones en Spotify; y por último «Pew Pew» con Teamworx en julio. En 2020, hicieron su primer ingreso en la encuesta Top 100 DJs realizada por la revista DJ Magazine, ubicándose directamente al puesto #96.

## Ranking DJ Mag
| DJ                       | 2020 |
| ------------------------ | ---- |
| Dimitri Vangelis & Wyman | 96   |

## Discografía

### Sencillos
- 2011: Ignited (Nero Recordings)
- 2012: Roll The Dice (Virgin)
- 2012: Russia (Virgin)
- 2012: Pieces Of Light (feat. Jonny Rose) (Virgin)
- 2013: Silver Sun (Lights Anthem) (feat. Anna Yvette) (Armada / Columbia)
- 2014: ID2 (Size Records)
- 2014: Rebel (con AN21) (Size Records)
- 2014: Payback (con Steve Angello) (Size Records / Columbia)
- 2015: Survivor (Columbia)
- 2015: Zonk (Size Records)
- 2015: Live Love Die (feat. Sirena) (Columbia)
- 2015: Metamorphic (con Gazlind) (Size Records)
- 2015: Running (con Ron Carroll) (Buce Records)
- 2016: Empire (con Tom Staar) (Buce Records)
- 2016: Reflections (Buce Records)
- 2016: Daylight (con Yves V) (Spinnin' Records)
- 2016: Horns (Buce Records)
- 2016: Daylight (With You) (con Yves V) (Spinnin' Records)
- 2017: Grizzly (con Futuristic Polar Bears) (Buce Records)
- 2017: Legacy (Buce Records)
- 2017: Shine (Buce Records)
- 2018: Vamos (con Brian Coss & Abel The Kid) (Buce Records)
- 2018: Phantom (Buce Records)
- 2018: Born At Night (Buce Records)
- 2018: Acid Drop (con Futuristic Polar Bears) (Buce Records)
- 2019: Pyramids (con Paul Green) (Buce Records)
- 2019: Penny (Buce Records)
- 2019: Changes (con Mike Perry & Ten Times feat. The Companions) (Columbia / DF Records)
- 2019: The King (con Dzeko) (Buce Records / Musical Freedom)
- 2020: ID8 (con Sem Vox) (Buce Records)
- 2020: Pacifier (Buce Records)
- 2020: Coming Home (con Mike Perry) (Buce Records)
- 2020: Pew Pew (con Teamworx) (Buce Records)
- 2021: We Are Here Now (con Mike Perry) (Buce Records)
- 2021: My Feelings (con Serhat Durmus & Georgia Ku) (Amuseio AB)
- 2021: Safe (Buce Records)
- 2021: Urus (con Paul Green) (Buce Records)
- 2021: Blizzard (con Envyro) (Buce Records)
- 2022: Lighters (con Mike Perry) (Buce Records)
- 2022: Confessions (con Rudeboy Soundsystem) (Buce Records)
- 2022: Freedom (con Envyro) (Buce Records)
- 2022: Jungle (Buce Records)
- 2022: Someone To Love (Buce Records)
- 2023: Pablo (Buce Records)
- 2023: Trips (Buce Records)
- 2023: IDX (con Envyro) (Buce Records)
- 2023: Lolla (con Envyro) (Buce Records)
- 2023: Tequila (con Sidmer) (Buce Records)
- 2024: Retro (Buce Records)
- 2024: In The Sky (con Mike Perry) (Buce Records)

### Remixes
- 2011: Therese - Remedy (Dimitri Vangelis & Wyman Remix) [Pope Records]
- 2011: Audible, Mikael Weermets - Free feat. Max C (Dimitri Vangelis & Wyman Remix) [Kingdom]
- 2011: DJ DLG - Visions Of Love (Dimitri Vangelis & Wyman Mix) [Lazor Music]
- 2011: Lo-Fi-Fnk - Boom (Dimitri Vangelis & Wyman Remix) [Auryn Music]
- 2011: Dinka - Reach For Me feat. Hadley, Danny Inzerillo (Dimitri Vangelis & Wyman Remix) [PinkStar Records]
- 2011: Coldplay - The Scientist (Dimitri Vangelis & Wyman Remix)
- 2012: EDX - 9 to Believe In feat. Cookie (Dimitri Vangelis & Wyman Remix) [Serial Records]
- 2012: EDX - This Is Your Life feat. Nadia Ali (Dimitri Vangelis & Wyman Remix) [Serial 1YRecords]
- 2012: Miike Snow - Bavarian #1 (Dimitri Vangelis and Wyman remix) [Robotberget]
- 2013: Tiësto, Max Vangeli, AN21, Lover Lover - People Of The Night (Dimitri Vangelis & Wyman Remix) [Size Records]
- 2014: Tom Odell - Another Love (Dimitri Vangelis & Wyman Remix)  [Columbia (Sony)]
- 2015: Seinabo Sey - Younger (Dimitri Vangelis & Wyman Remix)
- 2016: Seeb feat. Neev - Breathe (Dimitri Vangelis & Wyman Remix)
- 2017: Jenia X Mr. Styles - Stories (Dimitri Vangelis & Wyman Mix) [Buce Records]